# José Rivera (dramaturg)
José Rivera (ur. 24 marca 1955 w San Juan) – portorykański dramaturg, scenarzysta i producent. Nominowany do Oscara w kategorii najlepszy scenariusz adaptowany za film  Dzienniki motocyklowe.

## Życiorys
Urodził się w stolicy Portoryko San Juan, jednak przez pierwsze lata życia mieszkał w Arecibo. W 1959 roku jego rodzina wyemigrowała do Nowego Jorku i osiedliła się na Long Island. W wieku dwunastu lat pod wpływem obejrzanej w szkole sztuki, wystawionej przez objazdową grupę, zainteresował się ich pisaniem.
W college’u rozpoczął naukę aktorstwa, a po jego ukończeniu przez sześć lat pracował jako copywriter. W 1982 roku brał udział w warsztatach organizowanych przez Sundance Institute, gdzie jego mentorem został Gabriel García Márquez. Przełom w jego karierze nastąpił w 1983 roku, gdy wygrał konkurs na najlepszą sztukę ze swoim dramatem The House of Ramon Iglesia, opowiadającym o konfliktach oraz napięciach w rodzinie hiszpańskojęzycznych imigrantów, którzy próbują odnaleźć swoje miejsce w USA. W nagrodę otrzymał pięć tysięcy dolarów nagrody, a także zdobył uznanie krytyków teatralnych.
W tym czasie napisał też wiele innych sztuk, które były później wystawiane w różnych teatrach i przetłumaczone na kilka języków. Jednym z najbardziej znanych dzieł z tego okresu jest Marisol, które w 1993 roku zdobyło prestiżową nagrodę Obie Award.
W 1984 roku zadebiutował jako scenarzysta dwóch odcinków serialu telewizyjnego a.k.a. Pablo. W kolejnych latach pisał scenariusze do takich produkcji jak: Diff'rent Strokes, American Playhouse, czy Family Matters. W 1991 roku został współtwórcą i współscenarzystą serialu Eerie, Indiana.
W 2002 roku został zatrudniony do napisania scenariusza do filmu  Dzienniki motocyklowe, na podstawie pamiętnika Che Guevary, o jego podróży motocyklowej przez Amerykę Południową wraz z przyjacielem Alberto Granado. Film pojawił się w kinach w 2004 roku, a w styczniu 2005 roku Rivera została pierwszą Portorykańczykiem nominowanym do Oscara za najlepszy scenariusz adaptowany. Otrzymał również za niego hiszpańską nagrodę filmową Goya, oraz nominację do nagrody BAFTA, nagrody Amerykańskiej Gildii Scenarzystów i nagrody Internetowego Towarzystwa Krytyków Filmowych (OFCS).

## Sztuki[9]
- 1983: The House of Ramon Iglesia
- 1988: The Promise
- 1990: Each Day Dies With Sleep
- 1992: Marisol
- 1993: Tape
- 1994: Flowers
- 1995: Cloud Tectonics
- 1990: The Street of the Sun
- 1997: Giants Have Us In Their Books
- 1998: Sueno
- 2000: Lovers of Long Red Hair
- 2000: References to Salvador Dalí Make Me Hot
- 2000: Sonnets for an Old Century
- 2006: School of the Americas
- 2007: Massacre (Sing To Your Children)
- 2007: Brainpeople
- 2007: Boleros for the Disinchanted
- 2008: Human Emotional Process
- 2010: Pablo and Andrew at the Altar of Words
- 2010: Golden
- 2010: The Kiss of the Spider Woman
- 2011: The Hours are Feminine
- 2011: Lessons for an Unaccustomed Bride
- 2011: The Book of Fishes
- 2012: Another Word for Beauty
- 2012: Written on my Face
- 2013: Another Word for Beauty
- 2013: The Last Book of Homer
- 2014: The Garden of Tears and Kisses
- 2014: Sermon for the Senses
- 2014: Charlotte

## Scenariusz

### Seriale
- 1984: a.k.a. Pablo
- 1985: Diff'rent Strokes
- 1986: American Playhouse
- 1991: Family Matters
- 1991–1992: Eerie, Indiana
- 1995: Gęsia skórka (Goosebumps)
- 1998: Eerie, Indiana: Inny wymiar (Eerie, Indiana: The Other Dimension)
- 2000–2001: The Brothers Garcia
- 2002: Niesamowite opowieści (Night Visions)
- 2020: Dom grozy: Miasto Aniołów (Penny Dreadful: City of Angels)

### Filmy
- 2002: Shadow Realm
- 2004:  Dzienniki motocyklowe (Diarios de motocicleta)
- 2010: Listy do Julii (Letters to Juliet)
- 2012: W drodze (On the Road)